# San Francisco (Píritu)
Pour les articles homonymes, voir San Francisco.
San Francisco est l'une des deux divisions territoriales et statistiques dont l'unique paroisse civile de la municipalité de Píritu dans l'État d'Anzoátegui au Venezuela. Sa capitale est San Francisco.

## Géographie

### Démographie
Hormis sa capitale San Francisco, la paroisse civile possède plusieurs localités, dont :
- San Francisco
- Santa Fe